# Индонезия на летних Олимпийских играх 1972
Индонезия принимала участие в Летних Олимпийских играх 1972 года в Мюнхене (ФРГ) в пятый раз за свою историю, но не завоевала ни одной медали. Сборную страны представляли 6 участников, из которых 3 женщины.